# Todenhausen (Wetter)
Todenhausen ist ein Ortsteil der Stadt Wetter (Hessen) im mittelhessischen Landkreis Marburg-Biedenkopf. Der Ort liegt nördlich von Wetter am Rande des Burgwaldes im Wetschaftstal.

## Geschichte

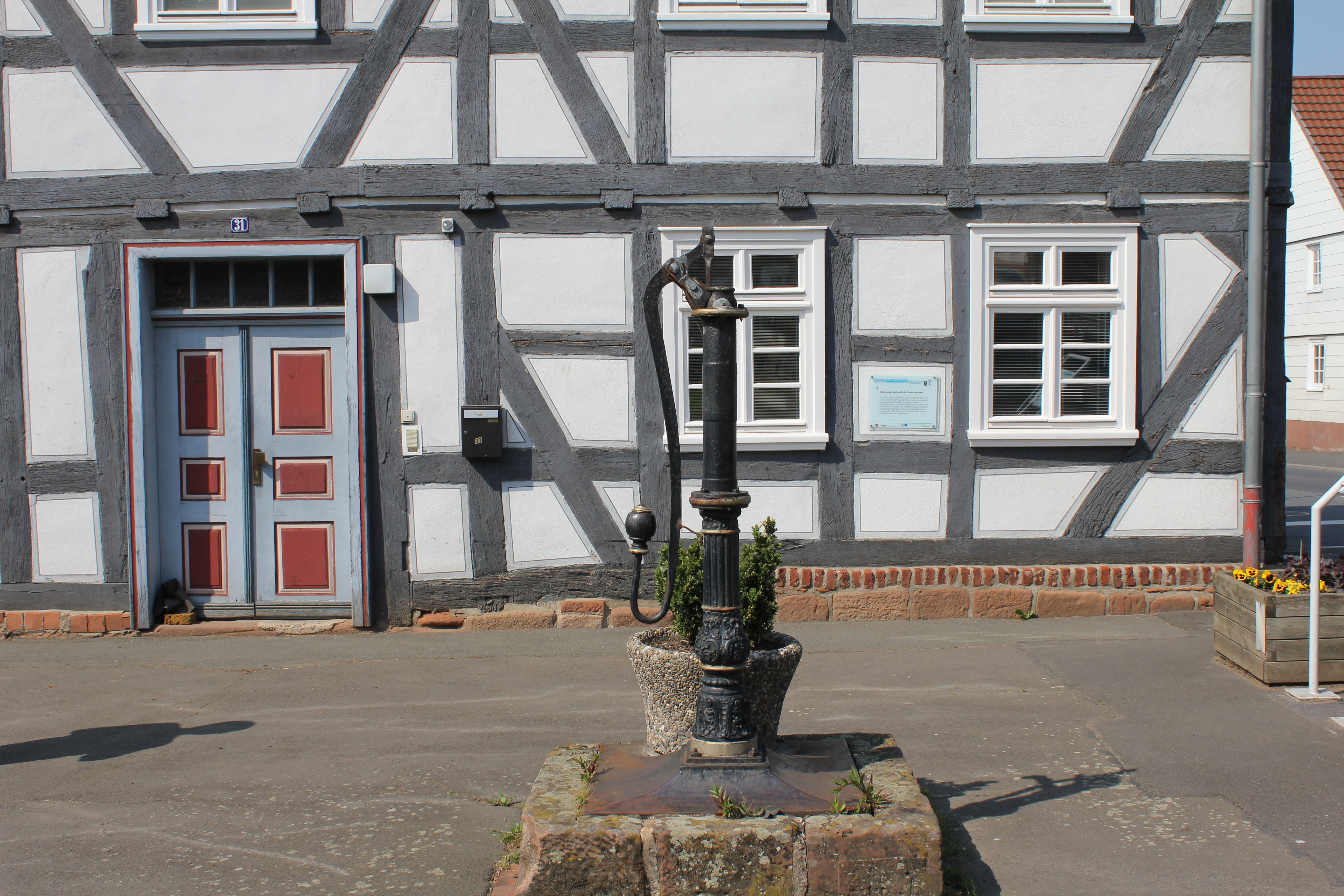
Hugenotten- und Waldenserarchiv in der ehemaligen Volksschule in Todenhausen (Wetter), Eingangsbereich

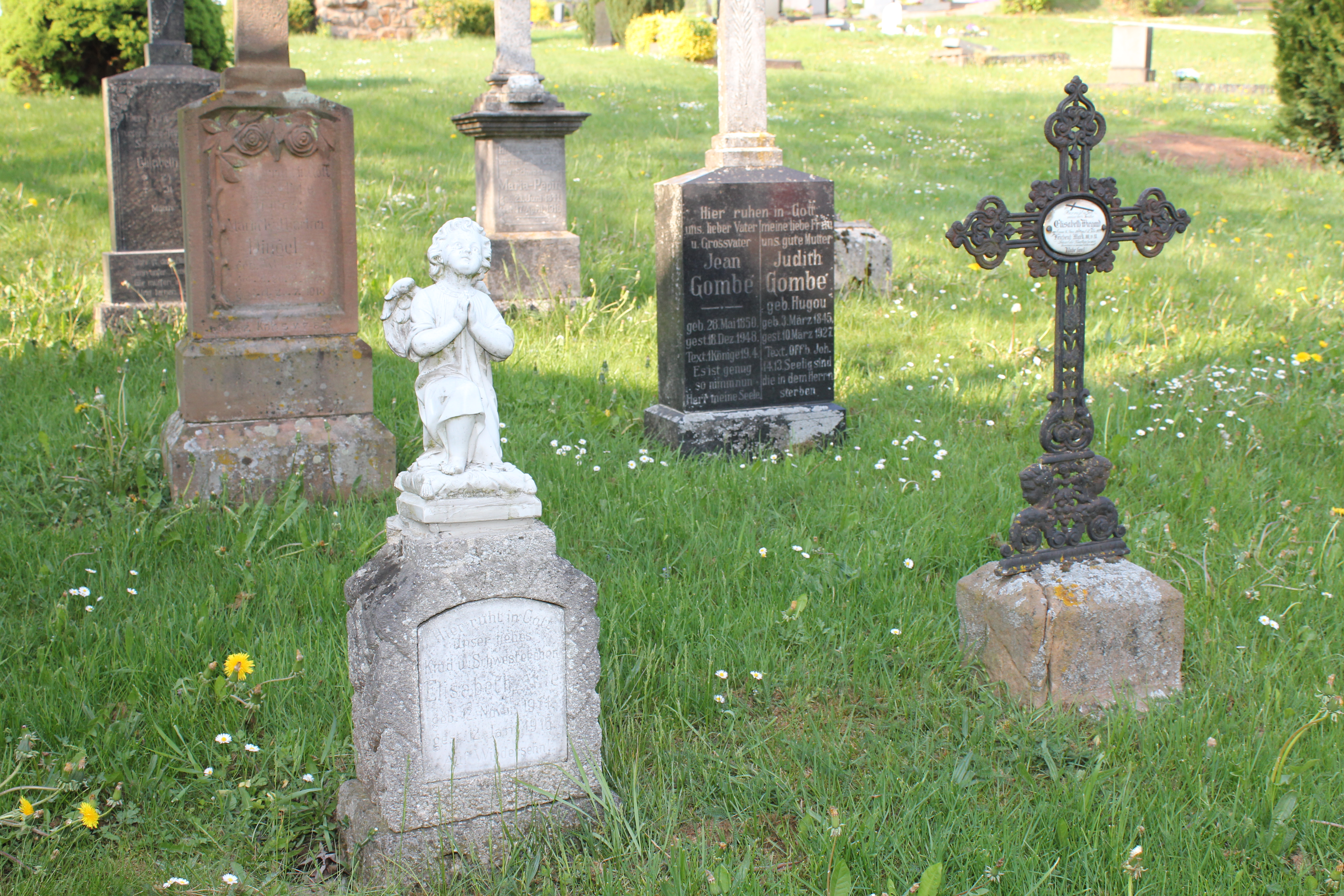
Historische Grabsteine auf dem Todenhäuser Friedhof, zum Teil mit Familiennamen hugenottischen Ursprungs (Allié, Gombé)

### Ortsgeschichte
Die älteste bekannte schriftliche Erwähnung von Todenhausen erfolgte unter dem Namen Dudinhusen im Jahr 1349. Der Ort bestand damals aus einer Mühle und drei Höfen. Der Name Todenhausen hat nichts mit Tod oder Toten zu tun. Er stammt von dem ersten Bewohner oder Gründer namens Dudo.
Im Jahre 1720 kamen Glaubensflüchtlinge aus Frankreich (Hugenotten und Waldenser) nach Todenhausen. Es waren etwa 40 Familien, die ihre Höfe entlang der Landstraße erbauen durften. Von da an wurden die Begriffe „Colonie“ und „Deutsch-Todenhausen“ geprägt. Die Traditionen dieser Hugenotten und Waldenser sind heute noch im Ort zu finden. Im 20. Jahrhundert erfolgte ein Ausbau des Dorfes Richtung Norden. Der Bereich wird im Volksmund „Jackehausen“ genannt.
Im Jahr 1954 wurden durch Beschluss der Hessischen Landesregierung die beiden Gemeinden „Todenhausen-Colonie“ und „Deutsch-Todenhausen“ zu einer Gemeinde „Todenhausen“ zusammengeschlossen.
Hessische Gebietsreform (1970–1977)
Zum 31. Dezember 1971 wurde die bis dahin selbständige Gemeinde Todenhausen im Zuge der Gebietsreform in Hessen auf freiwilliger Basis in die Stadt Wetter (Hessen-Nassau) (damaliger Name der Stadt) eingegliedert.
Für den Ortsteil Todenhausen, wie für alle Ortsteile von Wetter, wurde ein Ortsbezirk eingerichtet.

### Verwaltungsgeschichte im Überblick
Die folgende Liste zeigt die Staaten und Verwaltungseinheiten, denen Todenhausen angehört(e):
- vor 1567: Heiliges Römisches Reich, Landgrafschaft Hessen, Amt Wetter[8]
- ab 1567: Heiliges Römisches Reich, Landgrafschaft Hessen-Marburg, Amt Wetter[9]
- 1604–1648: Heiliges Römisches Reich, strittig zwischen Landgrafschaft Hessen-Darmstadt und Landgrafschaft Hessen-Kassel (Hessenkrieg), Amt Wetter
- ab 1648: Heiliges Römisches Reich, Landgrafschaft Hessen-Kassel, Amt Wetter
- ab 1806: Landgrafschaft Hessen-Kassel, Amt Wetter
- 1807–1813: Königreich Westphalen, Departement der Werra, Distrikt Marburg, Kanton Wetter
- ab 1815: Kurfürstentum Hessen, Amt Wetter[10]
- ab 1821: Kurfürstentum Hessen, Provinz Oberhessen, Kreis Marburg[11][Anm. 2]
- ab 1848: Kurfürstentum Hessen, Bezirk Marburg
- ab 1851: Kurfürstentum Hessen, Provinz Oberhessen, Kreis Marburg
- ab 1867: Königreich Preußen, Provinz Hessen-Nassau, Regierungsbezirk Kassel, Kreis Marburg
- ab 1871: Deutsches Reich,  Königreich Preußen, Provinz Hessen-Nassau, Regierungsbezirk Kassel, Kreis Marburg
- ab 1918: Deutsches Reich, Freistaat Preußen, Provinz Hessen-Nassau, Regierungsbezirk Kassel, Kreis Marburg
- ab 1944: Deutsches Reich, Freistaat Preußen, Provinz Kurhessen, Landkreis Marburg
- ab 1945: Amerikanische Besatzungszone, Groß-Hessen, Regierungsbezirk Kassel, Landkreis Marburg
- ab 1946: Amerikanische Besatzungszone, Hessen, Regierungsbezirk Kassel, Landkreis Marburg
- ab 1949: Bundesrepublik Deutschland, Hessen, Regierungsbezirk Kassel, Landkreis Marburg
- ab 1972: Bundesrepublik Deutschland, Hessen, Regierungsbezirk Kassel, Landkreis Marburg, Stadt Wetter (Hessen)[Anm. 3]
- ab 1974: Bundesrepublik Deutschland, Hessen, Regierungsbezirk Kassel, Landkreis Marburg-Biedenkopf, Stadt Wetter
- ab 1981: Bundesrepublik Deutschland, Hessen, Regierungsbezirk Gießen, Landkreis Marburg-Biedenkopf, Stadt Wetter

### Gerichte seit 1821
Mit Edikt vom 29. Juni 1821 wurden in Kurhessen Verwaltung und Justiz getrennt. Der Kreis Marburg war für die Verwaltung und das Justizamt Wetter war als Gericht in erster Instanz für Todenhausen zuständig. Nach der Annexion Kurhessens durch Preußen erfolgte am 1. September 1867 die Umbenennung des bisherigen Justizamtes in Amtsgericht Wetter. Auch mit dem Inkrafttreten des Gerichtsverfassungsgesetzes (GVG) 1877 blieb das Amtsgericht bestehen. 1943 wurde das Amtsgericht Zweigstelle des Amtsgerichts Marburg und 1946 wurde auch die Zweigstelle geschlossen. Der Bezirk des Amtsgerichts Wetter ging im Bezirk des Amtsgerichts Marburg auf.

## Bevölkerung

### Einwohnerstruktur 2011
Nach den Erhebungen des Zensus 2011 lebten am Stichtag dem 9. Mai 2011 in Todenhausen 261 Einwohner. Darunter waren 9 (= 3,4 %) Ausländer.
Nach dem Lebensalter waren 54 Einwohner unter 18 Jahren, 96 zwischen 18 und 49, 63 zwischen 51 und 64 und 60 Einwohner waren älter. Die Einwohner lebten in 99 Haushalten. Davon waren 21 Singlehaushalte, 21 Paare ohne Kinder und 45 Paare mit Kindern, sowie 12 Alleinerziehende und 3 Wohngemeinschaften. In 15 Haushalten lebten ausschließlich Senioren und in 60 Haushaltungen leben keine Senioren.

### Einwohnerentwicklung
| Quelle:  | Historisches Ortslexikon |
| –        | Deutsch-Todenhausen |
| um 1720: | 7 Männer |
| um 1721: | 7.5 Männer & 1 Frau |
| um 1722: | 8 Männer & 1 Frau & 22 Kinder |
| 1730:    | 7 Wohnhäuser |
| 1742:    | 9 Haushalte |
| 1787:    | 9 Häuser bzw. Feuerst, mit 60 Einwohner. Erwerbspersonen: ein Müller, ein Schmied, zwei Schneider, zwei Leineweber, zwei Tagelöhner, zwei Schäfer.                                       |
| 1811:    | 65 Einwohner |
| –        | Kolonie Todenhausen |
| 1720:    | 40 Familien |
| 1730:    | 40 Wohnhäuser |
| 1755:    | Aussiedlung von 13 Familien in die Kolonie Wiesenfeld, Kreis Frankenberg. |
| 1758:    | 29 Wohnhäuser mit 113 Einwohner. Erwerbspersonen: ein Gastwirt, ein Perückenmacher, zwei Leineweber, zwei Schmiede, ein Schuhflicker, ein Tagelöhner                                     |
| 1780:    | 123 Einwohner. |
| 1811:    | 186 Einwohner |
| –        | Deutsch-Todenhausen und Kolonie |
| 1838:    | 298 Einwohner. Familien: 36 nutzungsberechtigte, 14 nicht nutzungsberechtigte Ortsbürger, ein Beisasse. Familien: 37 Ackerbau, 11 Gewerbe, 3 Tagelöhner.                                 |
| 1861:    | 144 evangelisch-reformierte, 156 evangelisch-lutherisch, ein römisch-katholischer Einwohner                                                                                              |
| 1961:    | 292 evangelische, 15 römisch-katholische Einwohner. Erwerbspersonen: 122 Land- und Forstwirtschaft, 34 Produzierendes Gewerbe, 15 Handel und Verkehr, 10 Dienstleistungen und Sonstiges. |

| Todenhausen: Einwohnerzahlen von 1834 bis 2020 | Todenhausen: Einwohnerzahlen von 1834 bis 2020 | Todenhausen: Einwohnerzahlen von 1834 bis 2020 | Todenhausen: Einwohnerzahlen von 1834 bis 2020 | Todenhausen: Einwohnerzahlen von 1834 bis 2020 |
| --- | ---------------------------------------------- | ---------------------------------------------- | ---------------------------------------------- | ---------------------------------------------- |
| Jahr |                                                |                                                |                                                | Einwohner                                      |
| 1834 | 1834                                           |                                                | 275                                            | 275                                            |
| 1840 | 1840                                           |                                                | 296                                            | 296                                            |
| 1846 | 1846                                           |                                                | 288                                            | 288                                            |
| 1852 | 1852                                           |                                                | 308                                            | 308                                            |
| 1858 | 1858                                           |                                                | 275                                            | 275                                            |
| 1864 | 1864                                           |                                                | 287                                            | 287                                            |
| 1871 | 1871                                           |                                                | 254                                            | 254                                            |
| 1875 | 1875                                           |                                                | 255                                            | 255                                            |
| 1885 | 1885                                           |                                                | 269                                            | 269                                            |
| 1895 | 1895                                           |                                                | 263                                            | 263                                            |
| 1905 | 1905                                           |                                                | 269                                            | 269                                            |
| 1910 | 1910                                           |                                                | 300                                            | 300                                            |
| 1925 | 1925                                           |                                                | 300                                            | 300                                            |
| 1939 | 1939                                           |                                                | 300                                            | 300                                            |
| 1946 | 1946                                           |                                                | 382                                            | 382                                            |
| 1950 | 1950                                           |                                                | 371                                            | 371                                            |
| 1956 | 1956                                           |                                                | 317                                            | 317                                            |
| 1961 | 1961                                           |                                                | 307                                            | 307                                            |
| 1967 | 1967                                           |                                                | 300                                            | 300                                            |
| 1976 | 1976                                           |                                                | 315                                            | 315                                            |
| 1985 | 1985                                           |                                                | ?                                              | ?                                              |
| 1995 | 1995                                           |                                                | 283                                            | 283                                            |
| 2005 | 2005                                           |                                                | ?                                              | ?                                              |
| 2011 | 2011                                           |                                                | 361                                            | 361                                            |
| 2015 | 2015                                           |                                                | 257                                            | 257                                            |
| 2020 | 2020                                           |                                                | 249                                            | 249                                            |
| Datenquelle: Historisches Gemeindeverzeichnis für Hessen: Die Bevölkerung der Gemeinden 1834 bis 1967. Wiesbaden: Hessisches Statistisches Landesamt, 1968. Weitere Quellen: LAGIS; Städteatlas Hessen; Stadt Wetter; Zensus 2011 |                                                |                                                |                                                |                                                |

### Historische Religionszugehörigkeit
| Quelle: | Historisches Ortslexikon                                                                              |
| • 1861: | 156 Einwohner evangelisch-lutherische, 144 evangelisch-reformierte, ein römisch-katholische Einwohner |
| • 1885: | 269 evangelische (= 100 %) Einwohner                                                                  |
| • 1961: | 292 evangelische (= 95,11 %), 15 römisch-katholische (= 4,59 %) Einwohner                             |

### Historische Erwerbstätigkeit
| Quelle: | Historisches Ortslexikon |
|         | Deutsch-Todenhausen |
| • 1787: | ein Müller, ein Schmied, zwei Schneider, zwei Leineweber, zwei Tagelöhner, zwei Schäfer                                              |
|         | Kolonie Todenhausen |
| • 1758: | ein Gastwirt, ein Perückenmacher, zwei Leineweber, zwei Schmiede, ein Schuhflicker, ein Tagelöhner                                   |
|         | Gemeinde (Kolonie und Deutsch-Todenhausen)                                                                                           |
| • 1838  | Familien: 37 Ackerbau, 11 Gewerbe, 3 Tagelöhner                                                                                      |
| • 1961: | Erwerbspersonen: 122 Land- und Forstwirtschaft, 34 Produzierendes Gewerbe, 15 Handel und Verkehr, 10 Dienstleistungen und Sonstiges. |

## Religion
Todenhausen gehört zum evangelischen Kirchspiel Wetter I.

## Politik
Für Todenhausen besteht ein Ortsbezirk (Gebiete der ehemaligen Gemeinde Todenhausen) mit Ortsbeirat und Ortsvorsteher nach der Hessischen Gemeindeordnung. Der Ortsbeirat für den Ortsbezirk Wetter besteht aus fünf Mitgliedern. Die Wahlbeteiligung zur Wahl des Ortsbeirats bei der Kommunalwahl 2021 betrug 55,45 %. Alle Kandidaten gehörten der „Bürgerliste“ an. Der Ortsbeirat wählte Frank Schmidt zum Ortsvorsteher.

## Verkehr
- Durch den Ort verläuft die Bundesstraße 252. Die Buslinie 61 des Regionalen Nahverkehrsverbandes Marburg-Biedenkopf von Wetter nach Marburg stellt den Öffentlichen Personennahverkehr sicher.
- Am westlichen Ortsrand verläuft die Burgwaldbahn. Eine Anbindung an das Schienenpersonennetz besteht über die Bahnhöfe Simtshausen und Wetter an die Burgwaldbahn.